# Bukkake

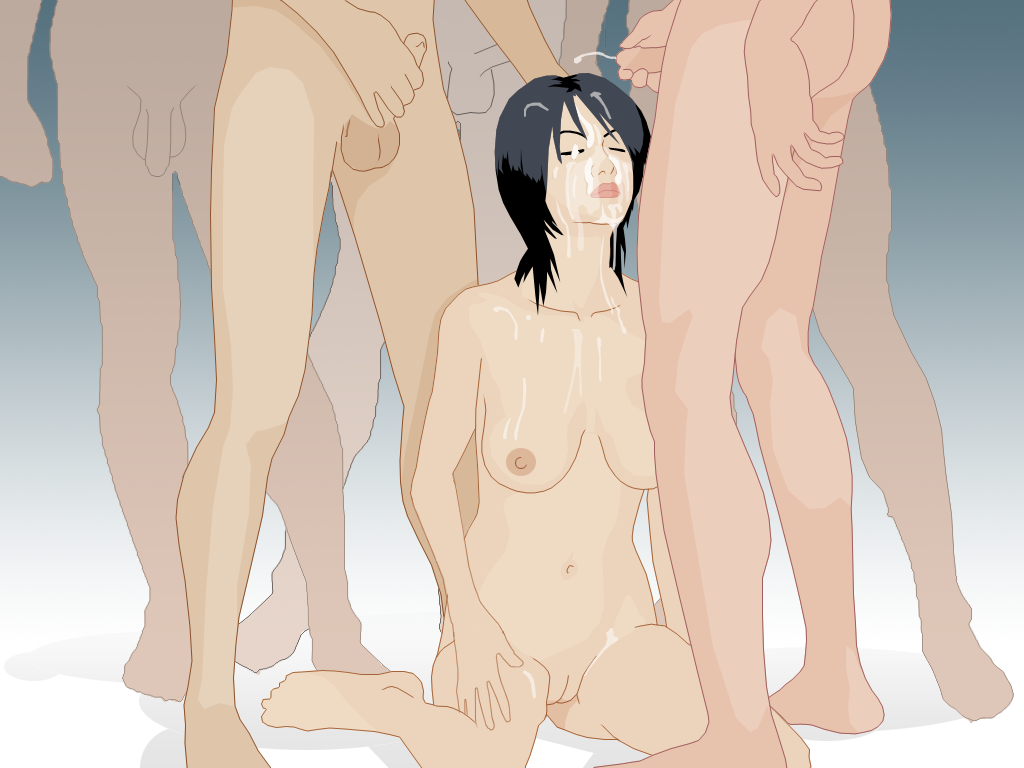
Zeichnerische Darstellung der Praktik

Bukkake (ぶっかけAusspracheⓘ [bɯkːake]) bezeichnet im westlichen Verständnis (s. Etymologie) eine Gruppensexpraktik, bei der mehrere Männer auf eine weitere Person ejakulieren. Dies geschieht meist in Form der Ejakulation ins Gesicht (auch Facial genannt). Jedoch gibt es auch andere Varianten, wobei der Bereich des Körpers genannt wird, z. B. Brust-Bukkake, Gesäß-Bukkake, Brillen-Bukkake, Fuß-Bukkake etc.

## Ursprung und Geschichte
Es gibt verschiedene Hypothesen über den historischen Ursprung von Bukkake. Auf Pornografie-Websites wird oft behauptet, die Praxis des Bukkake habe ihren Ursprung in einem japanischen Brauch, bei dem angeblich öffentlich von mehreren Männern wiederholt auf ehebrecherische Frauen ejakuliert worden sei. Obwohl diese Hypothese in der Pornografie häufig vertreten wird, gibt es für sie keine Belege.
Die plausibelste Hypothese besagt, dass Bukkake durch japanische Pornovideo-Produzenten in der ersten Hälfte der 1970er Jahre bekannt gemacht wurde, um die japanische Zensur zu umgehen. Diese verbietet das direkte Zeigen von Geschlechtsteilen, außer in verpixelter Form. Sperma jedoch fällt nicht der Zensur zum Opfer, sodass in zahlreichen Filmen das Gesicht der Darstellerin zum Fokus wurde.
In den Vereinigten Staaten wurde der Begriff Bukkake durch den Radiomoderator Howard Stern bekannt gemacht, indem er die Website Bukkake.com in seiner Radioshow The Howard Stern Show erwähnte. Eine Diskussion über die Bedeutung des Wortes entbrannte, als die Programmproduzenten damit begannen, den Gebrauch des Wortes zu zensieren, und damit unbeabsichtigt das Interesse schürten (Streisand-Effekt).

## Etymologie

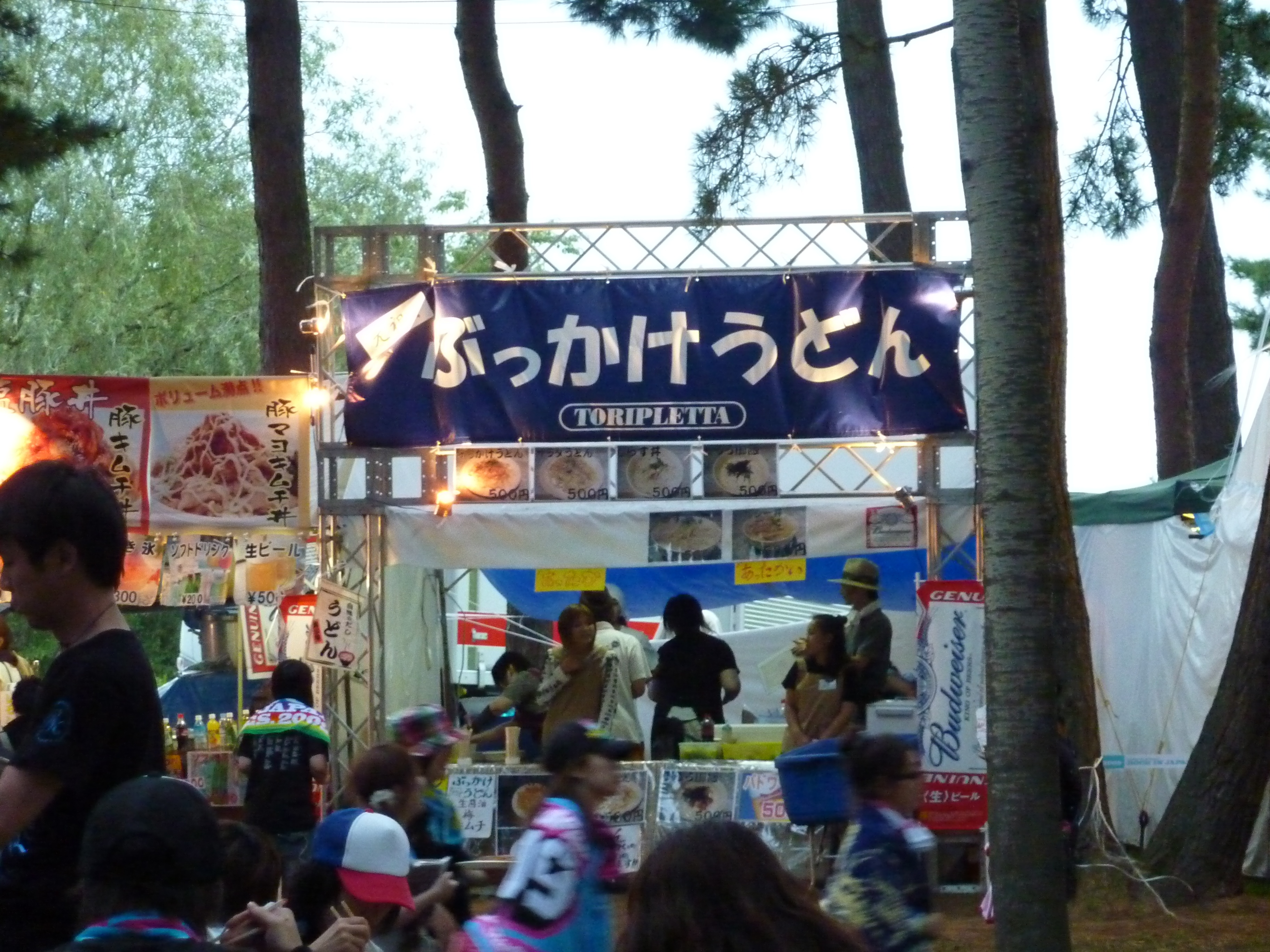
Beispiel für die übliche nicht sexuelle Bedeutung in Japan hier anhand eines Udon-Standes

Bukkake ist das Nomen des japanischen Verbs bukkakeru (打っ掛ける, [Wasser] spritzen) und bedeutet „Spritzer“. Das zusammengesetzte Verb kann in zwei Verben aufgetrennt werden: butsu (打つ) und kakeru (掛ける). Butsu bedeutet wörtlich schlagen, ist jedoch in diesem Zusammenhang ein verstärkendes Präfix wie in buttamageru (打っ魂消る, „total überrascht“) oder butchigiri (打っ千切り, „überwältigend gewinnen“). Kakeru bedeutet in diesem Zusammenhang spritzen oder fließen.
Das Wort Bukkake hat in der japanischen Sprache (im Gegensatz zum westlichen Verständnis) keine direkte Verbindung zu sexuellen Handlungen. In Japan wird es häufig verwendet, um das schnelle, druckhafte Austreten – also „Spritzen“ – von Wasser (oder anderen Flüssigkeiten) zu beschreiben. So findet sich die Bezeichnung Bukkake auch bei zahlreichen Gerichten, bei denen die Garnierung über Nudeln geschüttet wird, wie etwa bei Soba oder Udon.